# Loma Bonita, Jalisco
Loma Bonita är en ort i Mexiko.   Den ligger i kommunen Ocotlán och delstaten Jalisco, i den centrala delen av landet, 400 km väster om huvudstaden Mexico City. Loma Bonita ligger 1 563 meter över havet och antalet invånare är 106.
Terrängen runt Loma Bonita är kuperad åt sydväst, men åt nordost är den platt. Runt Loma Bonita är det ganska tätbefolkat, med 230 invånare per kvadratkilometer. Närmaste större samhälle är Ocotlán, 6,2 km sydväst om Loma Bonita. Trakten runt Loma Bonita består till största delen av jordbruksmark.